# Avatele
Avatele, abans conegut com Oneonepata Matavaihala, és un dels catorze pobles de Niue, situat a la costa sud-oest. L'any 2022 tenia una població de 128 residents.

## Geografia
La platja d'Avatele, la principal via marítima del poble, s'estén al llarg de la costa de la badia Avatele i és la platja més gran i coneguda de l'illa. Tot i que la sorra és majoritàriament gruixuda, és un lloc important de natació i pícnic tant per als turistes com per als residents. Abans de la construcció del moll Sir Robert Rex i l'aeroport internacional de Hanan a Alofi, la platja d'Avatele era el principal lloc d'aterratge per a molts visitants de l'illa.

## Història
Avatele, juntament amb els pobles de Mutalau, Tuapa, Alofi i Hakupu, van ser els primers assentaments de pobles importants de Niue després de l'establiment dels viatgers polinesis de Samoa, Tonga i Pukapuka abans de l'any 1300.
La platja també va ser el lloc del tercer i últim intent de desembarcament del capità James Cook a l'illa abans de batejar Niue "Illa salvatge" el 1774, des de llavors ha estat el lloc de desembarcament i acollida oficial de moltes figures destacades de tot el Pacífic i del món, com els missioners reverend George Lawes, el seu germà el doctor Frank Lawes i antics governadors generals de Niue i de Nova Zelanda com ara Sir Paul Reeves.
El poble es va cristianitzar per primera vegada a principis de 1854 quan un resident, Muatoga, va demanar a Paulo, el missioner samoà que residia a Mutalau, que portés l'evangeli al seu poble de l'extrem sud i Paulo s'hi va avenir. El poble va rebre el seu primer pastor aquell mateix any, un tal reverend Samuela de Samoa que va ser enviat per Paulo a cuidar la jove església d'Avatele, un poble de més de 1.000 habitants en aquell moment. Des de 1854, 14 pastors han estat encarregats de la cura de l'Església del poble, tant d'arreu de Niue com d'ultramar, inclòs l'actual reverend Petesa Sionetuato. En el poble també hi han nascut un bon nombre de missioners al llarg dels anys, com el respectat avantpassat o tupuna el Rev. Sionepaea Kinimotu, que va tenir un paper important en la cristianització de Tuvalu.
El 1888, el poble era un dels ports principals de Niue i va ser la ubicació del seminari per a missioners. El 1889 l'església del poble va ser destruïda per un cicló tropical.

## Gent il·lustre
D'Avatele també en són bona part dels niueans més destacats tant del passat i com del present, inclòs el primer primer ministre de Niue, Sir Robert Rex, el seu germà difunt i assessor principal del govern Leslie Rex OBE, el difunt reverend Ikiua Lupo, el primer president de l'Ekalesia Kerisiano Niue, el difunt Takelesi Lagaluga, primer cap d'un departament governamental de Niue, i el seu fill Himalea Takelesi, primer alt comissionat de Niue a Nova Zelanda i exmembre del Parlament. El famós All Black Frank Bunce també descendeix del poble i és el nebot de Sir Robert Rex i el reverend Ikiua Lupo.
Destacats naturals del municipi de l'actualitat inclouen:
- Billy Talagi - Diputat representant d'Avatele (1999–2020)
- El reverent Matagi Jessop Vilitama - Ekalesia Avatele Pastor (1996 - 2007)
- El reverent Petesa Pokopokotau Sionetuato - Ekalesia Avatele Pastor (2008-present)